# Delias dice
Delias dice é uma borboleta da família Pieridae. Ela foi descrita por Samuel Constantinus Snellen van Vollenhoven em 1865 e é endémica da Nova Guiné na Australásia.

## Subespécies
- Delias dice dice
- Delias dice fulvoflava Rothschild, 1915
- Delias dice latimarginata Joicey e Talbot, 1925
- Delias dice mitisana Strand, 1916
- Delias dice rectifascia Talbot, 1928 (ilha de Rossel)
- Delias dice samarai Joicey e Talbot, 1916 (sudoeste da Papua-Nova Guiné)